# 漫畫現場
《漫畫現場》（日語：こみっく☆すたじお）是日本漫畫家此ノ木世知留的日本漫畫作品，於講談社旗下《月刊 Young Magazine》2010年4月號連載至2012年5月號。日文書名和CELSYS的漫畫製作軟體「ComicStudio」相同，不過與本作內容無關。中文版由東立出版社代理發行。

## 故事簡介
為了當漫畫家而來到大都市的相原實，藉由編輯安永先生的推薦，當上了漫畫家高倉健二的助手。實因為能當上自己憧憬漫畫家的助手而感到非常高興，沒想到在工作地點等著他的，是個爬到樹上後不敢下來的少女，而且少女的身分竟然是漫畫家高倉健二。

## 登場人物
相原 實
本作主角，20歲，為了實現成為漫畫家的夢想而來到大城市中。漫畫畫的很糟，在一子的工作室中主要負責作家事。
瀨貝 一子
於某談社《月刊Nyang Magazine》連載格鬥漫畫《終極高校老大》的知名漫畫家，筆名為「高倉 健二」。無論是外表或言行都像是小女孩，但事實上已經20歲了。不會畫背景，都交給堀川負責。趕稿時會戴上貓耳髮圈來集中精神。漸漸的被擔任助手的實吸引。
堀川 瞳
一子的助手組長，住在工作地點。
西川 秋乃
一子的助手，負責化不重要的角色，是現役的女高中生。在漫畫中以一子為模特兒，設計出「世界 一子」這個萌系女角。
安永
某談社《月刊Nyang Magazine》的編輯，一子的責任編輯。流落腮鬍的男性，對萌異常堅持。
櫻塚 千尋
瞳除了一子外，也在千尋底夏當助手。知名戀愛漫畫《Pure Love》的作者。戴眼鏡的年輕美男子。個性純真，會毫無惡意的性騷擾別人。再與一子員工聯誼時認識秋乃後，對她很感興趣。

## 出版書籍
| 卷數 | 講談社        | 講談社                 | 東立出版社    | 東立出版社             |
| 卷數 | 發售日期      | ISBN                   | 發售日期      | ISBN                   |
| ---- | ------------- | ---------------------- | ------------- | ---------------------- |
| 1    | 2011年1月6日  | ISBN 978-4-06-361988-1 | 2013年1月21日 | ISBN 978-986-317-652-7 |
| 2    | 2011年6月6日  | ISBN 978-4-06-382042-3 | 2013年3月28日 | ISBN 978-986-317-653-4 |
| 3    | 2011年12月6日 | ISBN 978-4-06-382114-7 | 2013年5月23日 | ISBN 978-986-317-654-1 |
| 4    | 2012年6月6日  | ISBN 978-4-06-382173-4 | 2013年7月8日  | ISBN 978-986-317-655-8 |

## 外部連結
- 月刊 Young Magazine官方網站 漫畫現場作品介紹頁 （页面存档备份，存于）（日語）